# Nemotelus basilaris
Nemotelus basilaris är en tvåvingeart som först beskrevs av Norman E. Woodley 2001.  Nemotelus basilaris ingår i släktet Nemotelus och familjen vapenflugor.
Artens utbredningsområde är Mongoliet. Inga underarter finns listade i Catalogue of Life.